# Szentlélek-társulat
A III. Ince által 13. század elején létrehozott Szentlélek-társulatot 1446. március 25-én IV. Jenő pápa a római Szentlélek kórház támogatására szervezte újjá. Az alapító okirat teljes búcsút engedélyezett mindenkinek, aki belépett a társulatba, és befizetett 3 aranyforintot. Az első magyar adakozót 1446. április 6-án jegyezték be. A szepességi Iglóról érkezett Jodok áldozópapot később számos magyarországi támogató követte. A legtöbben (1733 fő) az 1500-as évben jelentkeztek a társulatba. A bejelentkezők rendszerint rokonaikat is felvették a tagok közé. Hogy közülük hányan jelentek meg személyesen is Rómában, nem tudjuk. A források alapján valószínű, hogy a magyar zarándokok száma többszöröse volt a társulati tagokénak.